# GunLord
GunLord est un jeu vidéo de type shoot 'em up développé et édité par NG:DEV.TEAM en 2011 sur Neo-Geo MVS, puis en 2012 sur Neo-Geo AES et Dreamcast,,.

## Description
Les graphismes sont très fortement inspirés de ceux de Super Metroid et le système de jeu par Turrican.